# Batuje
Batuje é uma vila localizada no município de Ajdovščina na Eslovênia. Possuía uma população estimada de 369 habitantes em 2020.